# Gerichtsamt Budissin
Das Gerichtsamt Budissin war in den Jahren zwischen 1856 und 1874 die unterste Verwaltungseinheit und von 1856 bis 1879 nach der Abschaffung der Patrimonialgesetzgebung im Königreich Sachsen Eingangsgericht. Es hatte seinen Amtssitz in der Stadt Bautzen (zeitgenössischer Name: Budissin).

## Geschichte
Nach dem Tod des sächsischen Königs Friedrich August II. wurde unter der Regierung von dessen Nachfolger  König Johann nach dem Vorbild anderer Staaten des Deutschen Bundes die Abschaffung der Patrimonialgesetzgebung verordnet. An die Stelle der bisher im Königreich Sachsen in Stadt und Land vorhandenen Gerichte der untersten Instanz traten die zentral gelegenen Bezirksgerichte und Gerichtsämter in nahezu allen größeren Städten. Die Details der Verwaltungsreform regelten das sächsische Gerichtsverfassungsgesetz vom 11. August 1855 und die Verordnung über die Bildung der Gerichtsbezirke vom 2. September 1856.
Stichtag für das Inkrafttreten der neuen Behördenstruktur im Königreich Sachsen war der 1. Oktober 1856. Aufgelöst wurde das Königliche Landgericht Budissin. Das neu gebildete Gerichtsamt Budissin unterstand dem Bezirksgericht Budissin. Sein Gerichtsbezirk umfasste Bautzen, Arnsdorf mit Neuarnsdorf, Auritz, Basankwitz, Baschütz, Berge, Belschwitz (Ebendörfel), Binnewitz, Bloaschütz, Blösa, Boblitz mit Neuboblitz, Bolbritz, Bornitz mit Neubornitz, Brehmen, Briesing, Brösa, Brösang, Brohna, Bürkau, Burk, Camina bei Radibor, Canitz-Christina, Coblenz, Cölln mit Galgenschänke, Commerau bei Kauppa, Cossern, Dahlowitz, Dahren, Daranitz, Denkwitz, Diehmen mit Neudiehmen, Doberschau, Doberschütz bei Niedergurig, Dobranitz, Döberkitz, Döbschke, Döhlen, Drauschkowitz, Dreikretscham, Dretschen, Gaußig (Groß-), Geißlitz, Gleina, Gnaschwitz, Göbeln, Göda, Göda mit Buscheritz, Golenz, Großbrösern, Großdöbschütz, Großdubrau, Großkunitz, Großseitschen, Großwelka, Grubditz, Grubschütz, Günthersdorf, Guttau mit Fleißig und Neudörfel, Halbendorf a.d. Spree, Jäschütz, Jannowitz, Jenkwitz mit Kleinjenkwitz, Jeßnitz im Gebirge, Jetscheba, Katschwitz, Kauppa, Kleinbautzen, Kleinboblitz, Kleindöbschütz, Kleindubrau, Kleinförstchen, Kleingaußig, Kleinpraga, Kleinseidau, Kleinseitschen mit Puschermühle, Kleinwelka, Klix, Kreckwitz, Kronförstchen, Kubschütz, Kumschütz, Lehn bei Großpostwitz, Leichnam mit Kleinleichnam und Wrocke, Litten, Lömischau, Löschau, Lubachau, Lübon, Luttowitz, Malschwitz (Ober- und Nieder-), Malsitz mit Neumalsitz, Mehltheuer, Merka, Meschwitz, Mönchswalde, Muschelwitz, Nadelwitz, Naundorf, Nedaschütz, Neubloaschütz, Neudorf a.d. Spree, Niedergurig mit Lubas, Niederkaina mit Königsmühle, Niederuhna, Nimschütz, Oberförstchen, Obergurig, Oberkaina, Oberuhna, Oehna, Paßditz, Pielitz, Pietzschwitz,  Pließkowitz, Pommritz, Preititz, Preske, Preuschwitz, Prischwitz, Purschwitz mit Neupurschwitz, Quatitz, Rabitz, Rachlau, Radibor mit Grünbusch und Schwarzadler, Rascha, Rattwitz, Rieschen, Ruhethal, Särchen, Salga, Salzenforst, Scheckwitz, Schmochtitz, Schlungwitz, Schwarznaußlitz, Sdier, Seidau, Semmichau, Siebitz bei Göda, Singwitz, Soculahora, Sollschwitz, Soritz, Steindörfel, Stiebitz, Storcha, Strehla, Strohschütz, Techritz, Teichnitz mit Neuteichnitz, Temritz, Tscharnitz, Waditz, Wawitz, Weißig bei Bautzen, Weißnaußlitz, Wuischke bei Hochkirch, Zieschütz, Zischkowitz, Zockau und Zschillichau.
Die Zivil- und Kriminalgerichtsbarkeit im Weichbild der Stadt wurde in allen ihren Zweigen vom Gerichtsamt Budissin verwaltet. Die Polizei und die Polizeigerichtsbarkeit aber standen, mit Ausnahme des Pass- und Fremdenwesens, welches auch das Gerichtsamt Budissin verwaltete, dem Bürgermeister und städtischem Rat zu, dem somit die gesamte Wohlfahrts-, Sicherheits-, Gewerbe- und Gesindepolizei sowie das Innungswesen unterstand.
1874 wurde das Gerichtsamt Weißenberg aufgelöst und die Ortschaften Baruth, Belgern, Brießnitz, Buchwalde, Cannewitz bei Gröditz, Cortnitz, Drehsa, Dubrauke, Gröditz, Kleinsaubernitz, Nechern, Rackel, Wartha, Weicha, Wuischke bei Gröditz und Wurschen wurden aus dessen Sprengel dem des Gerichtsamtes Budissin zugeordnet. Ebenfalls 1874 kamen vom Gerichtsamt Löbau der Ort Sornßig und vom Gerichtsamt Schirgiswalde die Orte Belgern, Cosul, Hainitz, Kleinkunitz und Großpostwitz zum Gerichtsamt Budissin. 1875 wurde das Gerichtsamt Königswartha aufgelöst und alle seine Gemeinden dem Gerichtsamt Budissin zugeordnet.
Nach der Neustrukturierung der Gerichtsorganisation gemäß dem Gesetz über die Organisation der Behörden für die innere Verwaltung vom 21. April 1873 gingen die Verwaltungsbefugnisse der Gerichtsämter 1874 auf die umgestalteten bzw. neu gebildeten Amtshauptmannschaften über.
Seitdem das bisherige königliche Gericht als königliches Gerichtsamt bezeichnet wurde, führte sein Vorstand den Titel Gerichtshauptmann.
Die Verwaltungsaufgaben des Gerichtsamtes Budissin wurden im Zuge der Neustrukturierung der sächsischen Gerichtsorganisation gemäß dem Gesetz über die Organisation der Behörden für die innere Verwaltung vom 21. April 1873 in die im Jahre 1874 neugeschaffene Amtshauptmannschaft Bautzen mit Sitz in der Stadt Budissin integriert.
Das Gerichtsamt Budissin wurde 1879 auf Grund des Gesetzes über die Bestimmungen zur Ausführung des Gerichtsverfassungsgesetzes im Deutschen Reich vom 27. Januar 1877 und des Gesetzes über die Zuständigkeit der Gerichte in Sachen der nichtstreitigen Gerichtsbarkeit vom 1. März 1879 durch das neu gegründete Amtsgericht Bautzen abgelöst.